# L'Almanach savoyard
L'Almanach savoyard est un almanach édité depuis 1946 en Haute-Savoie.

## Présentation
Cette publication à fort caractère régional contient les faits les plus importants de l'année écoulée pour la région de la Savoie, la visite d'une commune, des documents sur la région, des articles sur la faune et la flore, sur des métiers et jeux oubliés, des chansons de veillées d'autrefois, des légendes, des bons mots ou histoire drôles avec le personnage pittoresque de "Fafois" ainsi qu'un calendrier avec indication des travaux aux champs et à la maison, les foires de chaque mois, la position de la lune chaque jour, les prévisions du temps, la centième heure de la lune, les signes du zodiaque, les éclipses et autre phénomènes célestes.